# ماریا گولاچی
ماریا گولاچی (مجاری: Gulácsy Mária; ۲۷ آوریل ۱۹۴۱ – ۱۳ آوریل ۲۰۱۵) شمشیرباز زن اهل مجارستان بود.
وی در مسابقات کشوری و بین‌المللی در مجموع برندهٔ ۱ مدال نقره شده‌است.